# Cadre Noir

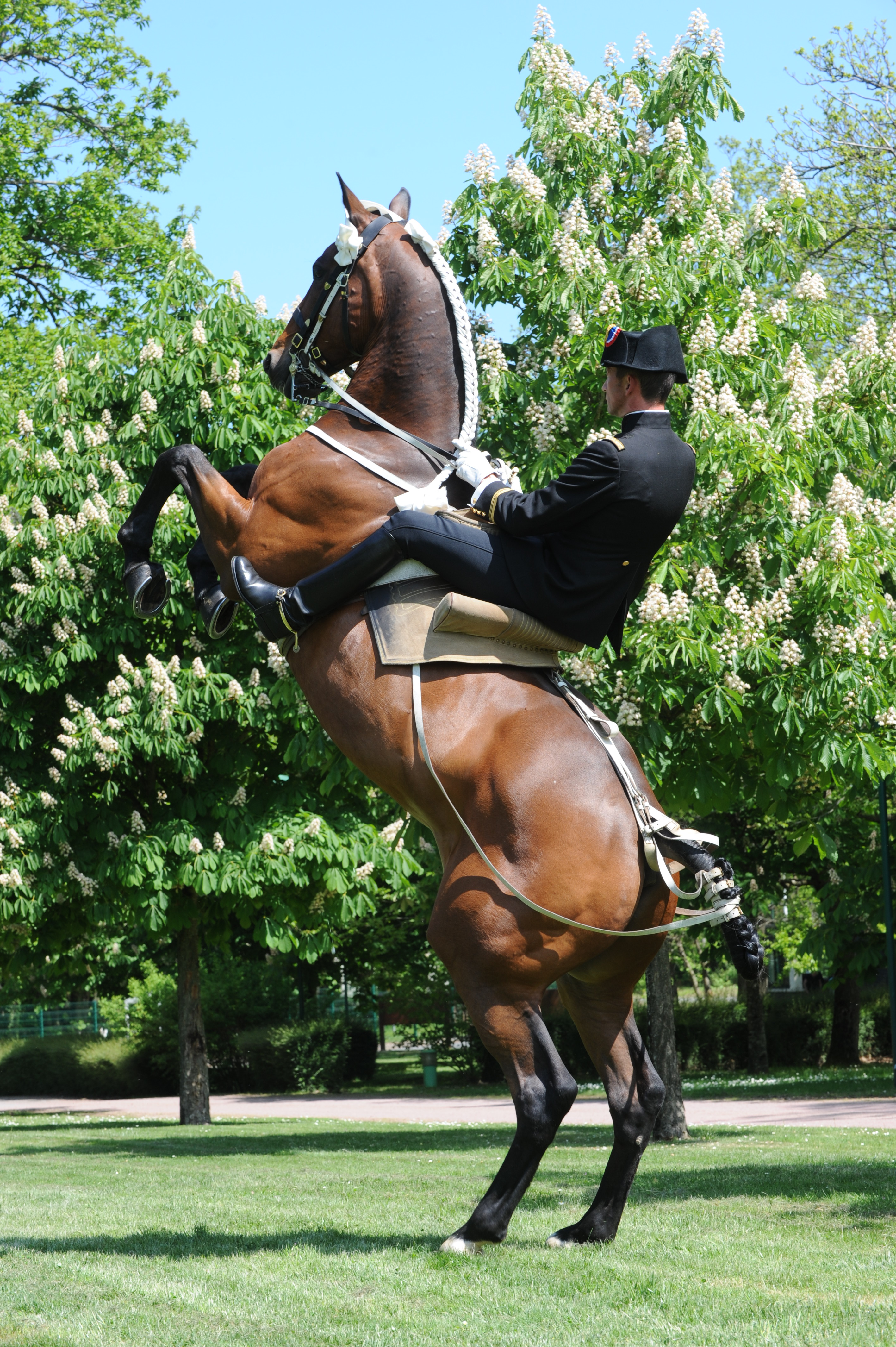
Courbette montée

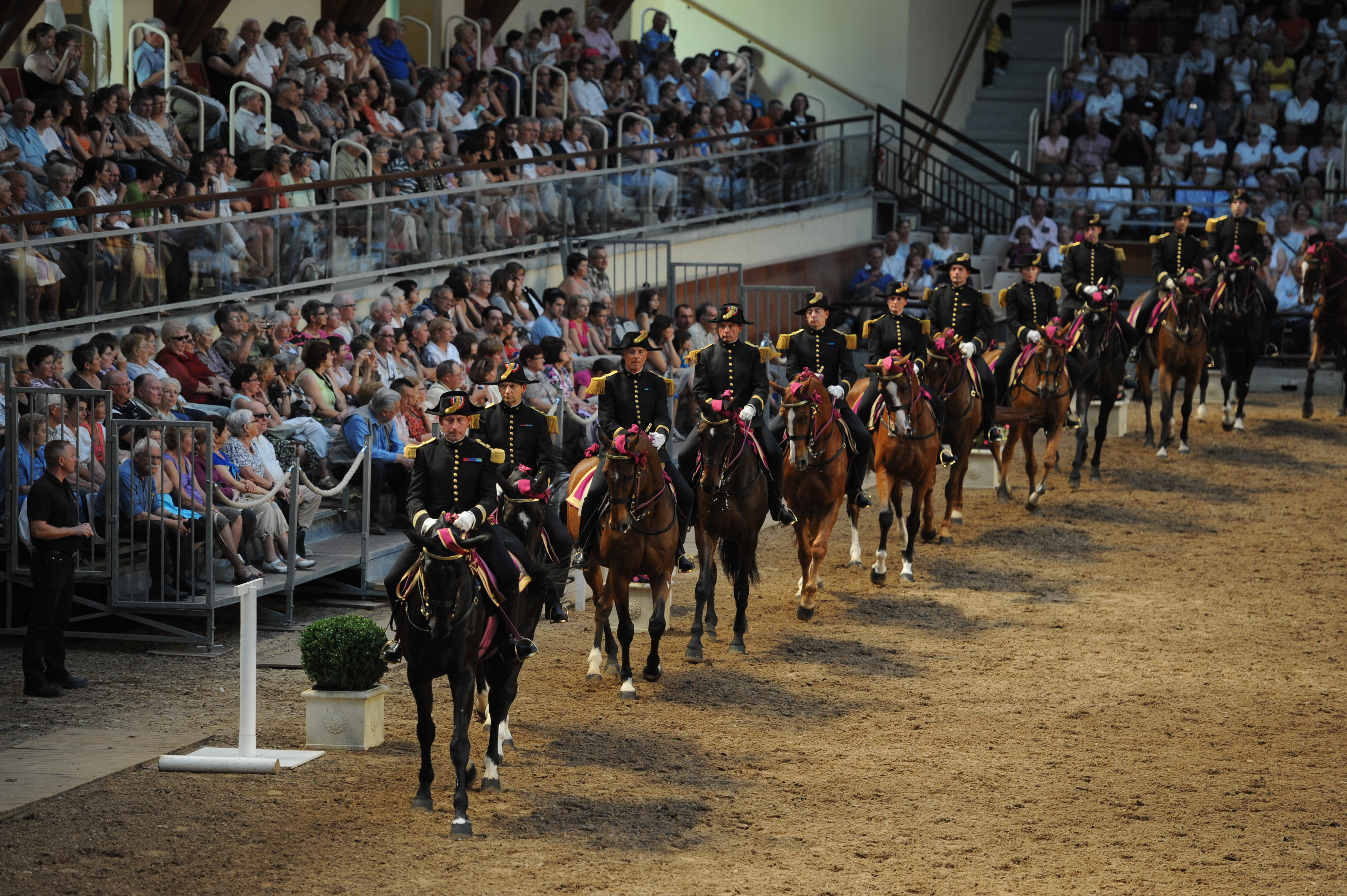
Optreden Cadre Noir: Reprise de manege

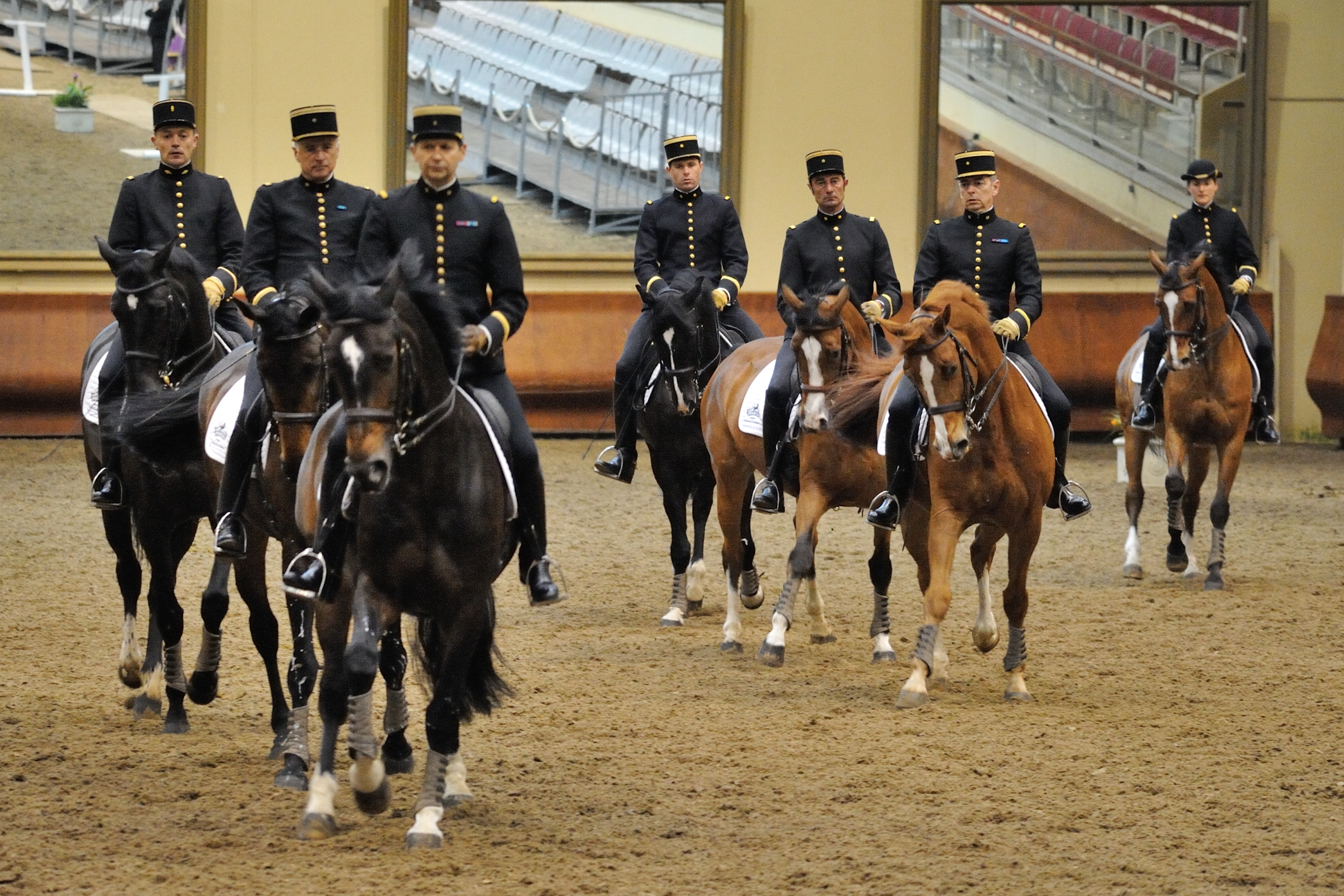
Cadre Noir, carrouselrijden

De Cadre Noir in Saumur is de oudste nog bestaande rijschool voor paardensport in Frankrijk. Het huidige instituut komt voort uit een cavalerieschool uit de negentiende eeuw. Men beoefent er de richtingen hogeschool dressuur, springen en endurance.

## Geschiedenis
De Cadre Noir werd opgericht rond 1814 bij koninklijk besluit door Lodewijk XVIII als een elitecorps en opleidingsinstituut voor de cavalerie van de Franse krijgsmacht. De naam verklaart zich hieruit, dat de officieren zwarte uniformen droegen om hen te onderscheiden van de gewone instructeurs.
Na de Tweede Wereldoorlog werd het grootste gedeelte van de bereden cavalerie in Frankrijk opgeheven, met uitzondering van enkele regimenten van in Noord-Afrika gerekruteerde ruiters, spahis, (opgeheven 1962) en de ceremoniële Republikeinse Eregarde. Sinds 1972 is aan de Cadre Noir het nationale trainingsinstituut verbonden, l'Ecole Nationale d'Equitation, voor ruiters en paarden, met de opgave de klassieke Franse rijkunst in ere te houden. In dit kader worden zowel instructeurs als ruiters tot het hoogste niveau opgeleid.

## Franse rijkunst
De rijschool is enigszins vergelijkbaar met de Spaanse rijschool in Wenen omdat zij, wat betreft de hogeschooldressuur, zowel oefeningen op de grond als oefeningen boven de grond wil laten zien. Er wordt echter gewerkt volgens de methode van François Baucher, de rijleraar aan het hof van Lodewijk XV en auteur van het boek École de Cavalerie uit 1731. Men werkt niet volgens de methode van François Robichon de la Guérinière die in Wenen wordt gebruikt. De oefeningen boven de grond van de Franse rijschool hebben vaak wel dezelfde namen maar worden meestal anders uitgevoerd dan die in Wenen.
Voor het de deelname aan de sport worden voornamelijk Engelse volbloed, Anglo-Arabier en warmbloeden als Holsteiner en Selle Français gebruikt. Voor demonstraties in de klassieke, barokke rijkunst wordt een aantal Lusitano hengsten gebruikt. De paarden worden zowel onder het zadel als aan de lange teugel getoond. De scholen boven de grond worden gedaan met het Franse nationale warmbloedpaard: Selle Français. De academie heeft ongeveer vijftig paarden en een maximum van rond de twintig leerlingen. De genoemde volbloedrassen worden uitgebracht in de topsport en lopen ook pas de deux (twee paarden), pas de trois (drie paarden), en dûe quantité (vier of meer).
De hippische demonstraties van de Cadre Noir bestaan steevast uit twee onderdelen:
- de Reprise de manege: het carrouselrijden
- de Reprise de sauters: oefeningen boven de grond

## Afbeeldingen

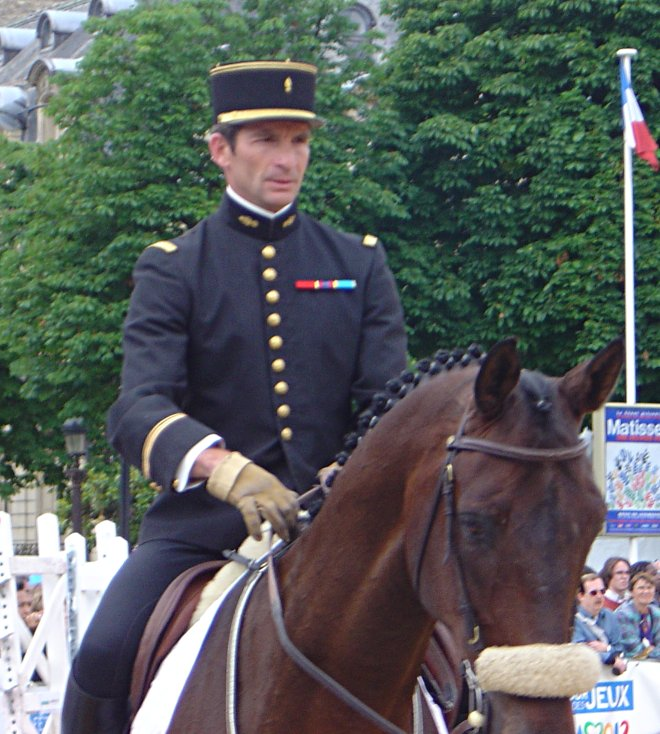
Olympiade deelnemer
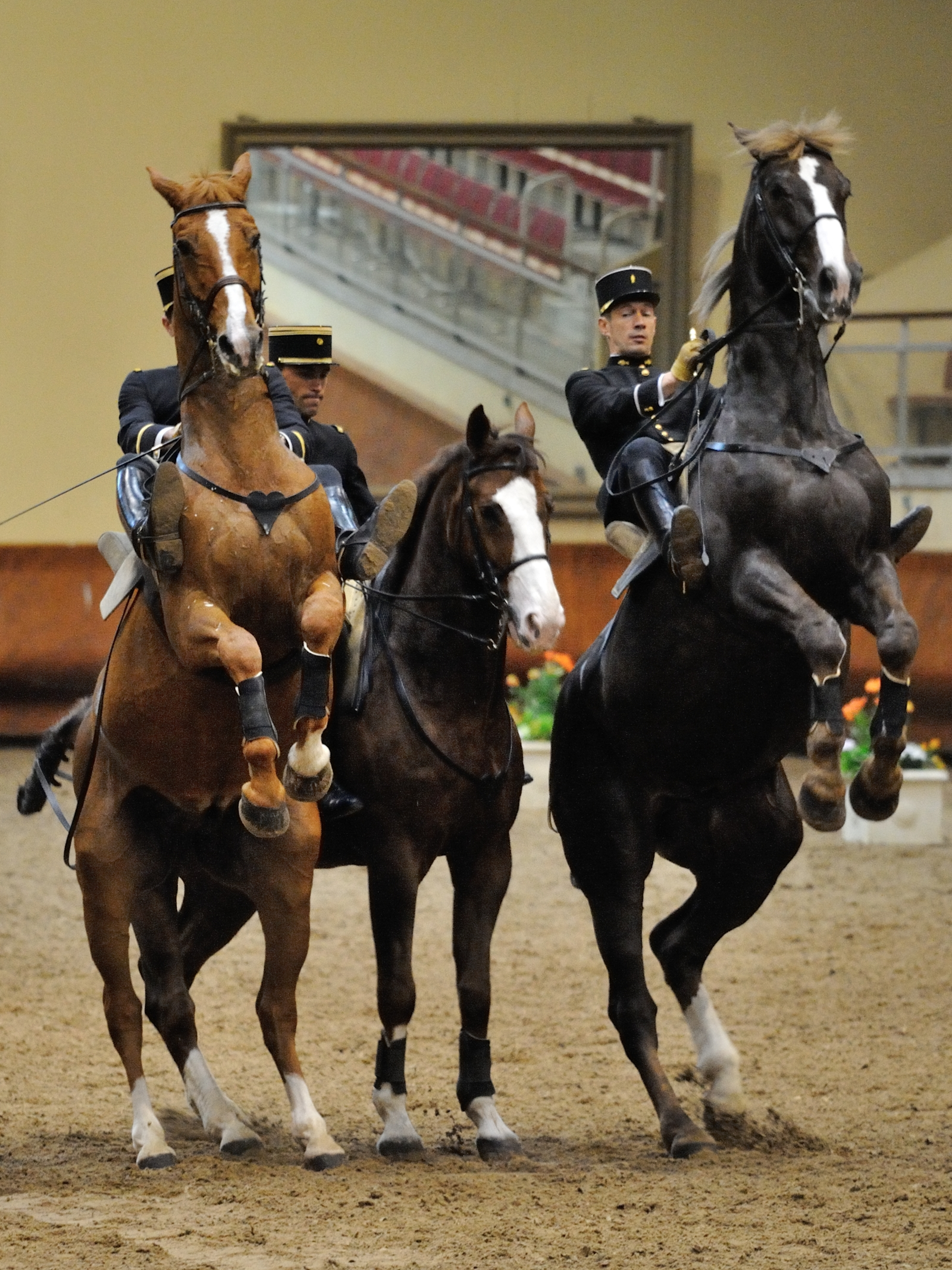
Barokke rijkunst
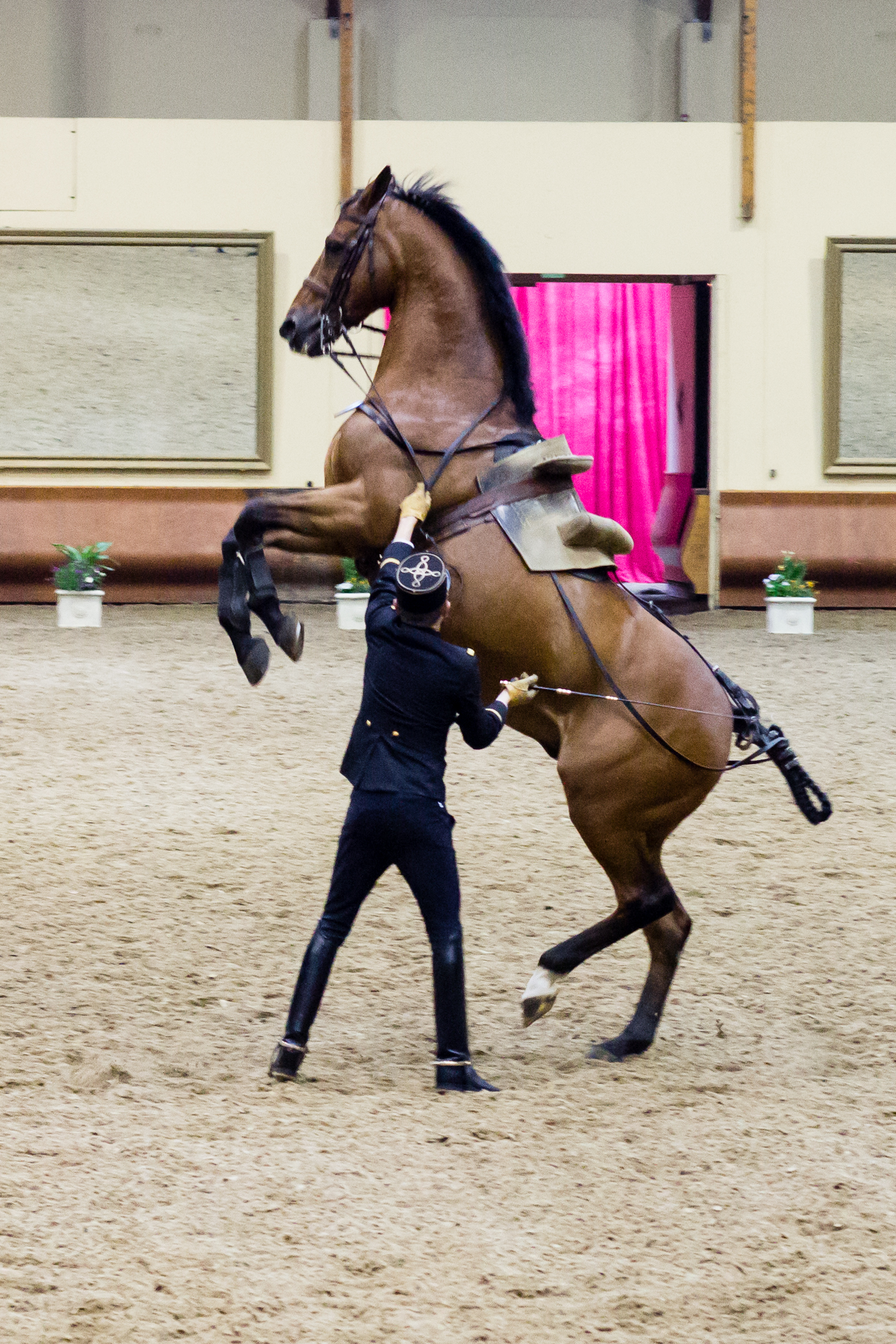
Een courbette
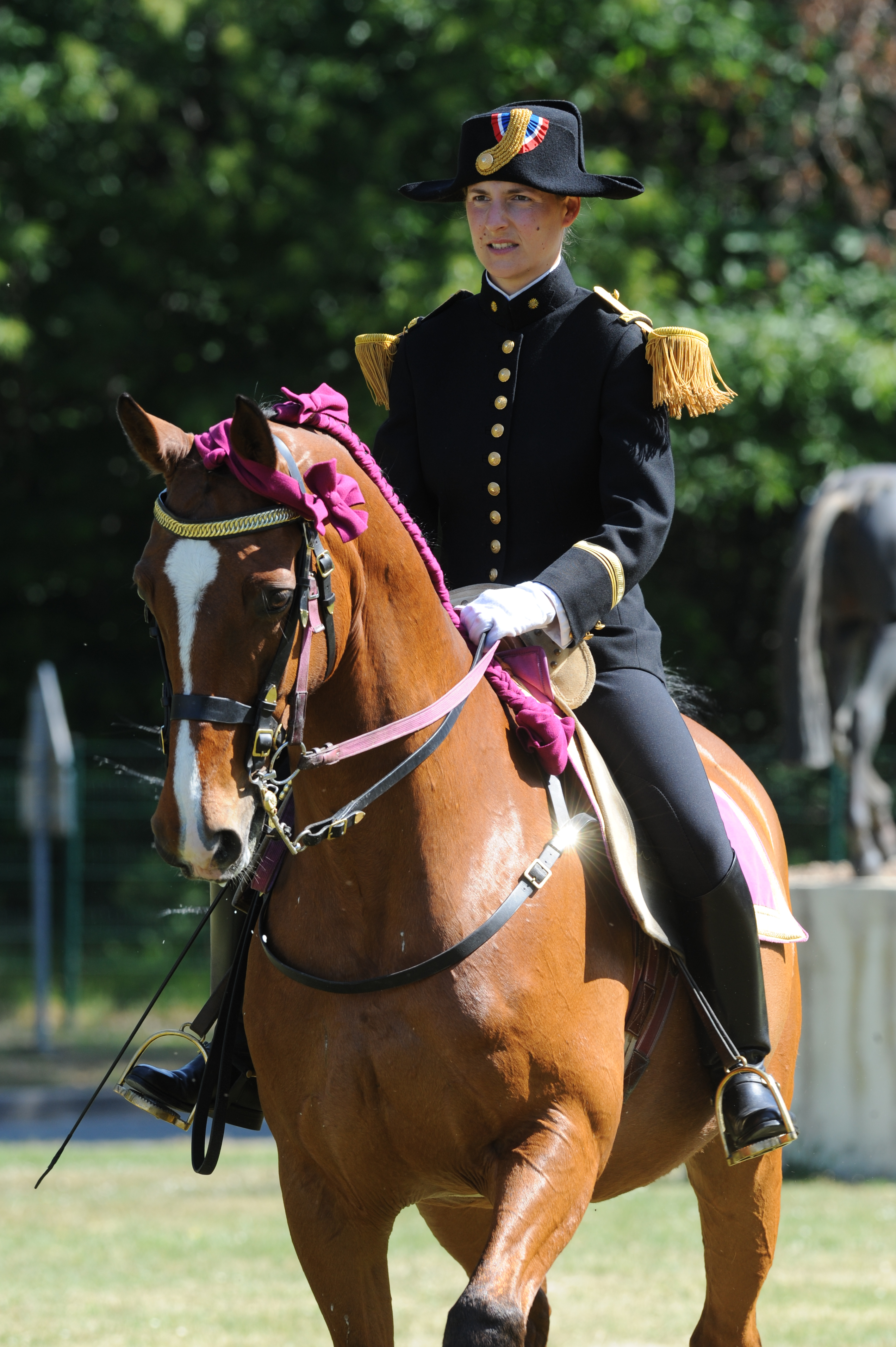
Amazone in galatenue
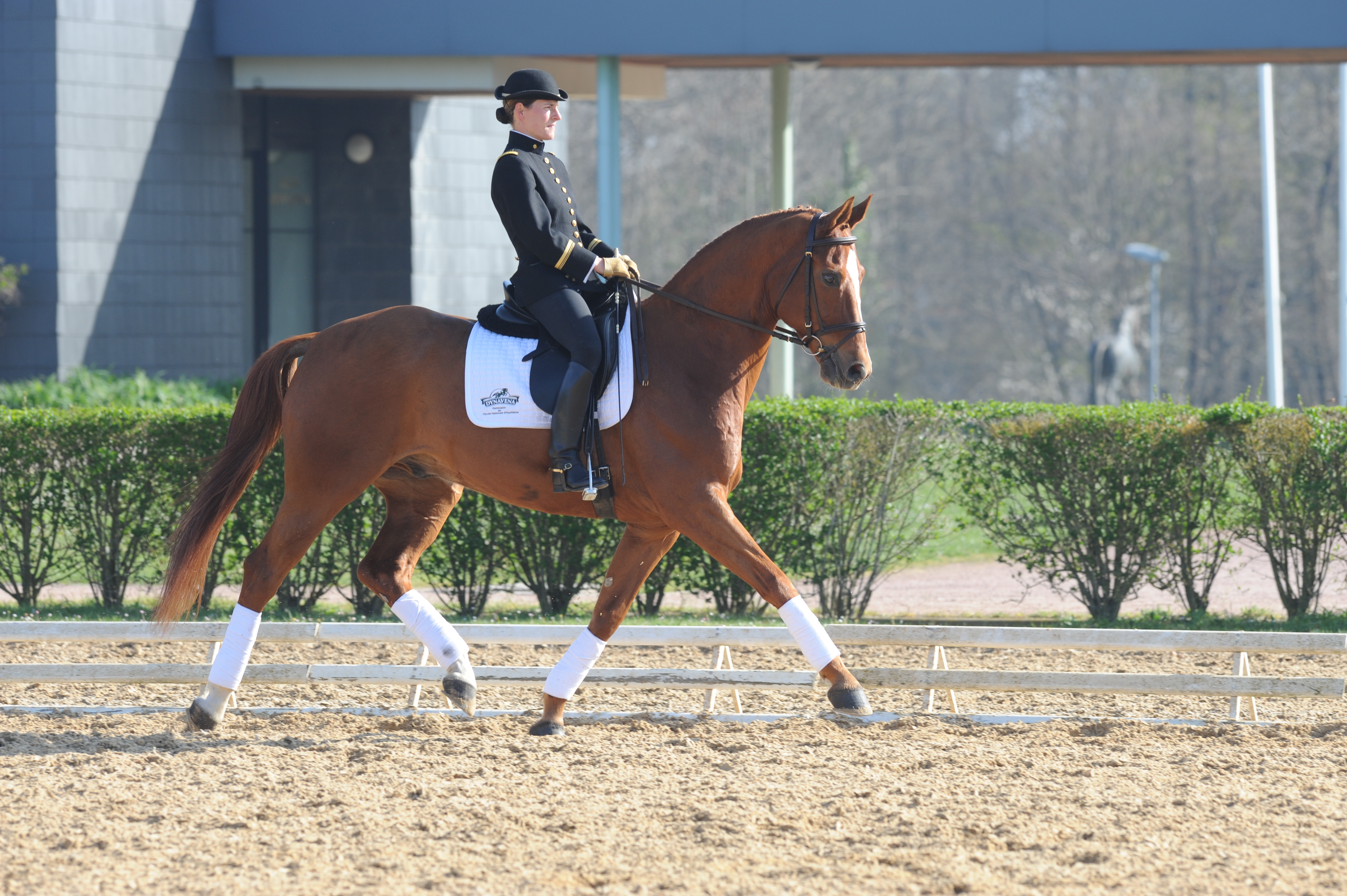
Gestrekte draf
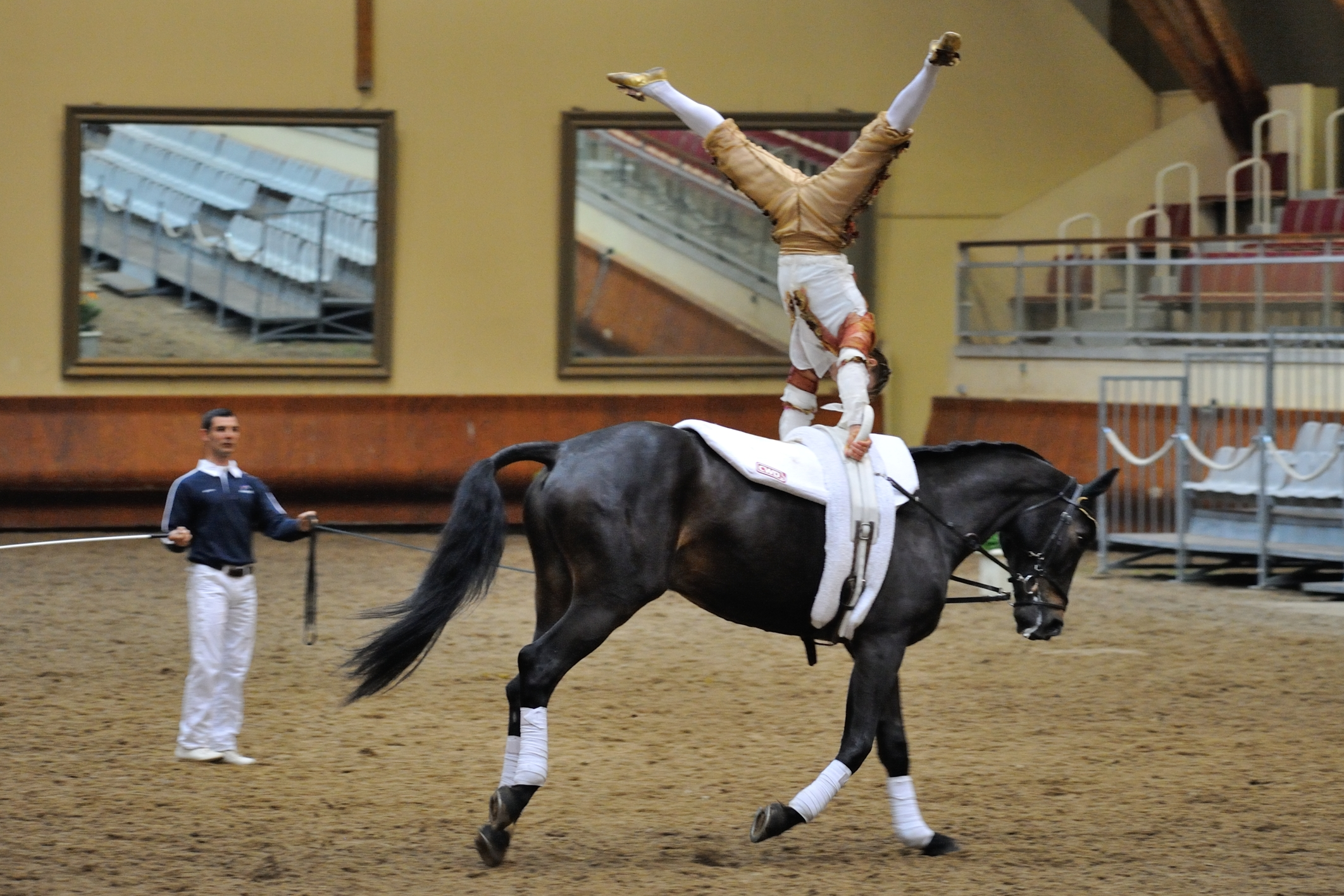
Training: voltigeren
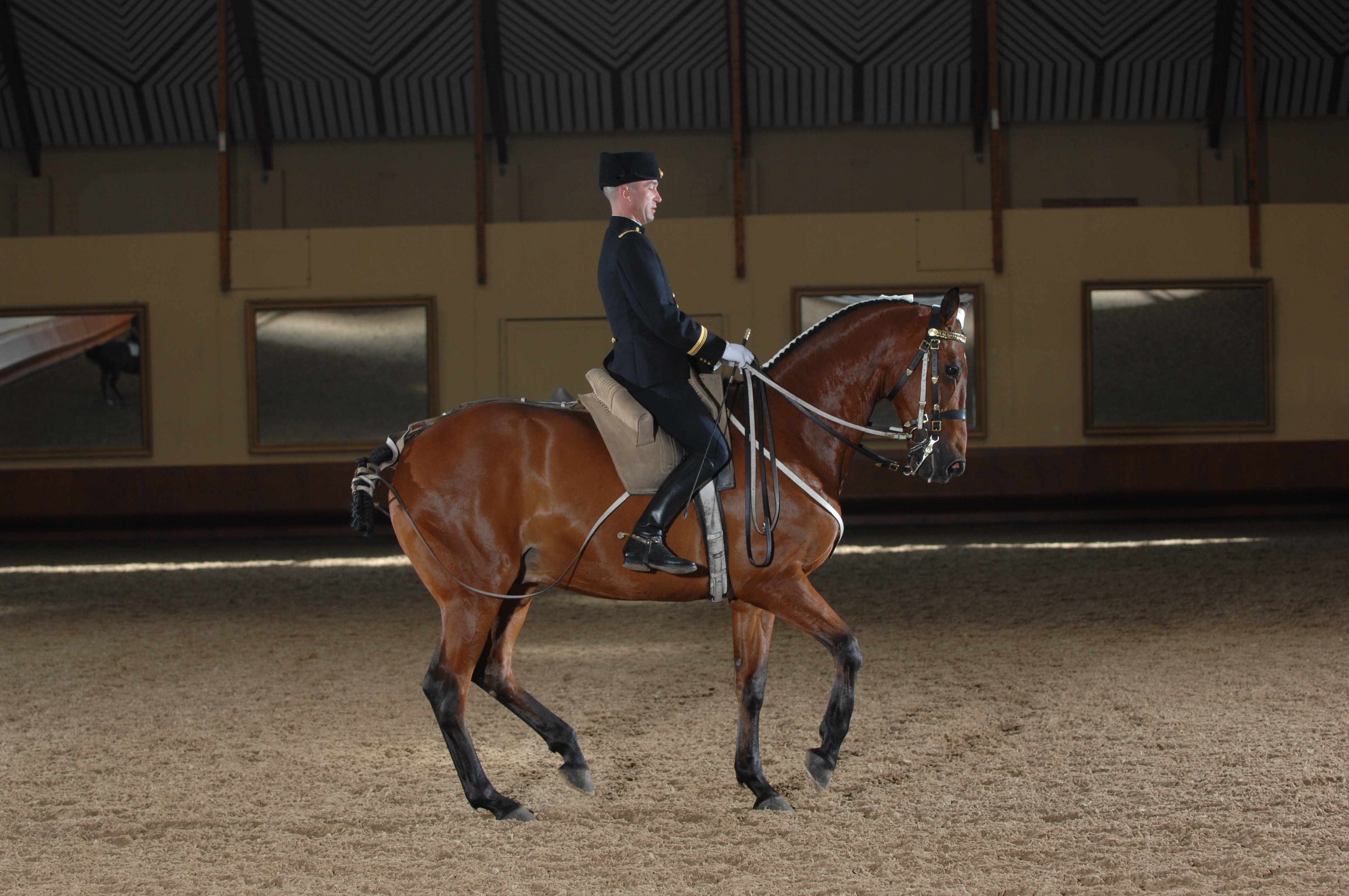
Een piaffe
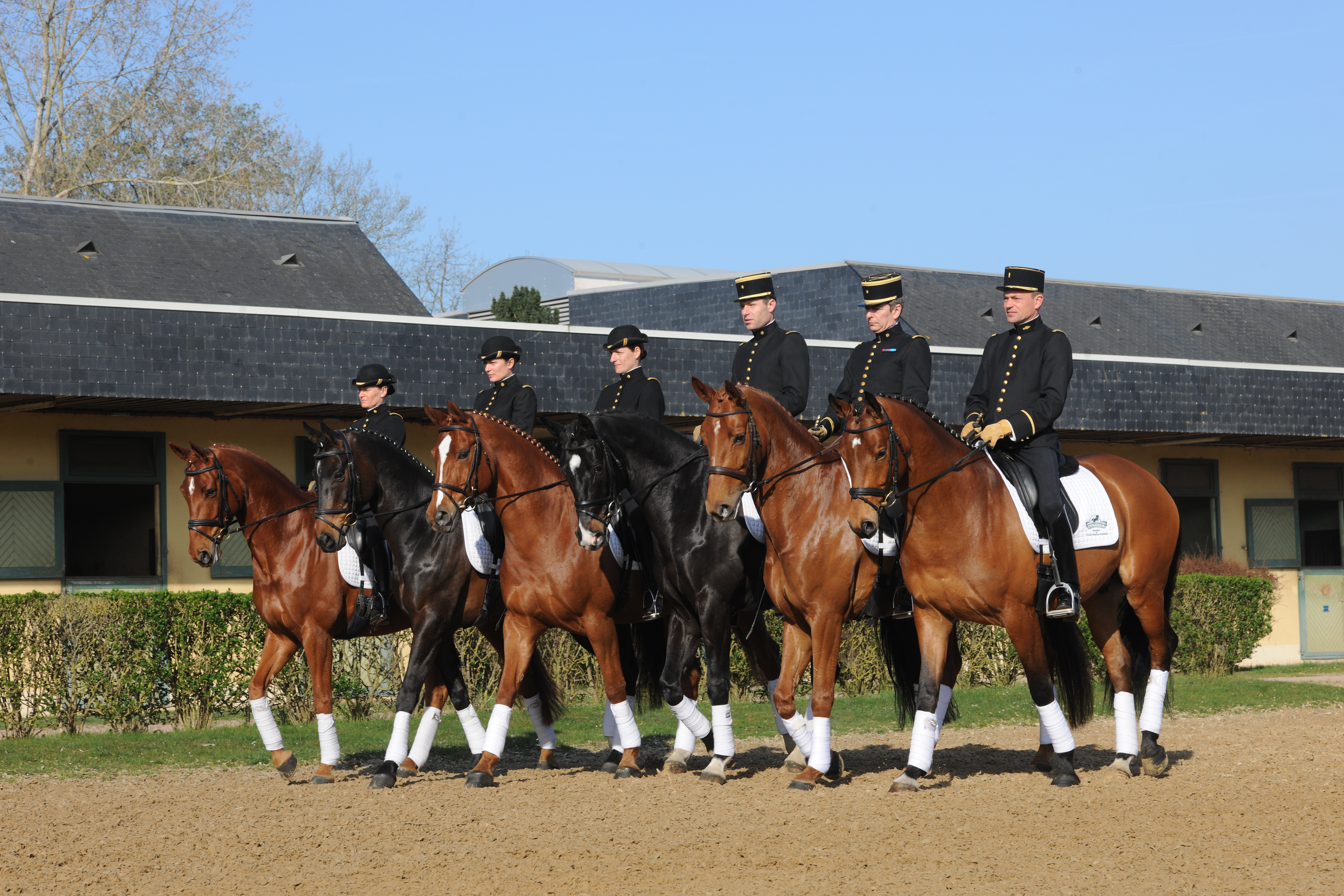
Jonge sportpaarden